# Zrzeszenie Techników Kolejowych RP
Zrzeszenie Techników Kolejowych RP – jedna z działających w okresie międzywojennym w środowisku pracowników kolejowych organizacji związkowych, powstała w 1926 w Radomiu na bazie zorganizowanych w 1925 zrzeszeń techników kolejowych w poszczególnych dyrekcjach kolejowych. W 1931 zrzeszenie przystąpiło do Związku Polskich Zrzeszeń Technicznych, a w 1932 do Naczelnego Komitetu Pracowników Państwowych, Kolejowych i Komunalnych. Było członkiem założycielem (1936) Naczelnej Organizacji Stowarzyszeń Techników RP. W ostatnim okresie skupiała członków w 8 okręgach.

## Organizacje zależne
- Spółdzielnia Oszczędnościowo-Kredytowa „Technik Kolejowy” (1935-1938)

## Prezesi
- Henryk Bielecki (1930–1932)
- F. Mantay (1932–1935)
- Jan Celiński (1935–1939)

## Media
Organem związku był dwumies. Kolejowy Przegląd Techniczny (1931-1939) w nakładzie 3.000 egz. Ukazywał się też Informator (1935–1937) (dodatek do Kolejowego Przeglądu Technicznego).

## Siedziby
W 1930 siedziba mieściła się przy pl. Trzech Krzyży 8, następnie przy ul. Mokotowskiej 61 (1936-1939).